# Château de la Tour (Dompierre-sur-Authie)
Ne doit pas être confondu avec le château de Dompierre-sur-Authie.
Le château de la Tour est situé sur le territoire de la commune de Dompierre-sur-Authie au nord-ouest du département de la Somme.

## Historique
Après la bataille d'Azincourt, en 1415, Philippe d'Auxy seigneur de Dompierre-sur-Authie et sénéchal de Ponthieu céda le château à sa sœur, Catherine d'Auxy qui avait épousé David de Rambures. Celle-ci le transmit à son fils André de Rambures. De cette construction, nous ne possédons que peu de traces. Jacques de Rambures, présida à la construction vers 1455 de la grosse tour de défense que nous connaissons. Le roi Louis XI, le décrivit ainsi en 1463 : « le chastel était bel et fort beau. » Il avait été endommagé par les Bourguignons de Charles le Téméraire.
Le château situé dans la vallée de l'Authie, défendait la frontière nord du royaume de France. En 1554, le château fut incendié par les Impériaux. À cette époque, la tour ne possédait pas de toiture et des fossés alimentés par les eaux de l'Authie en protégeaient l'accès. Un bâtiment rectangulaire, flanqué d'une tour existait à l'époque. 
En 1627, Charles de Rambures, seigneur de Dompierre, transforma le château. Il fit détruire la partie occidentale et conserva la tour et lui adjoignit un bâtiment rectangulaire en brique et pierre.
La tour est protégée au titre des monuments historiques : inscription par arrêté du 18 mai 1926.

## Description
La tour qui repose sur un soubassement en grès, a une largeur de 10 m, ses murs mesurent 2,20 m d'épaisseur. Les fossés ont été comblés, et on peut voir trois petites canonnières à croisillon de visée à la base de la tour. Les deux salles d'artillerie ne sont pas voûtées mais percées de meurtrières prévues pour le tir d'écharpe. Le chemin de ronde est muni de trois bretèches.